# Benito Scocozza
Benito Scocozza (født 17. januar 1935, død 28. februar 2020) var en dansk historiker og venstrefløjspolitiker. Han var søn af Francesco Antonio Scocozza, en violinist, dirigent og medlem af Quartetto Scocozza fra Viggiano, og Mary Johanne Augusta Jensen, fra København. Forfatteren Giuseppe Scocozza var hans halvbror.
Scocozza fik studentereksamen fra Niels Steensens Gymnasium og læste derefter på Københavns Universitet, hvor han blev cand.phil. i 1963. I 1969 blev han ansat som lektor samme sted, hvilken han fortsatte som frem til 2001.
Sideløbende var han meget aktiv på den danske venstrefløj. I 1957 blev han valgt til det kommunistiske tidsskrift Clartés bestyrelse. I 1968 var han medstifter af Kommunistisk Forbund Marxister-Leninister, og i 1976 var han med til at stifte Kommunistisk Arbejderparti (KAP). Han var formand for partiet fra 1976-1984, hvorefter han trak sig ud af dansk politik. Siden 1993 var han medlem af Enhedslisten.